# Rue de l'Orillon
La rue de l'Orillon est une voie du 11e arrondissement de Paris, en France.

## Situation et accès
Longue de 330 mètres, elle commence au 158, rue Saint-Maur et finit au 71, boulevard de Belleville.
Le quartier est desservi par les lignes 2 et 11 à la station Belleville.

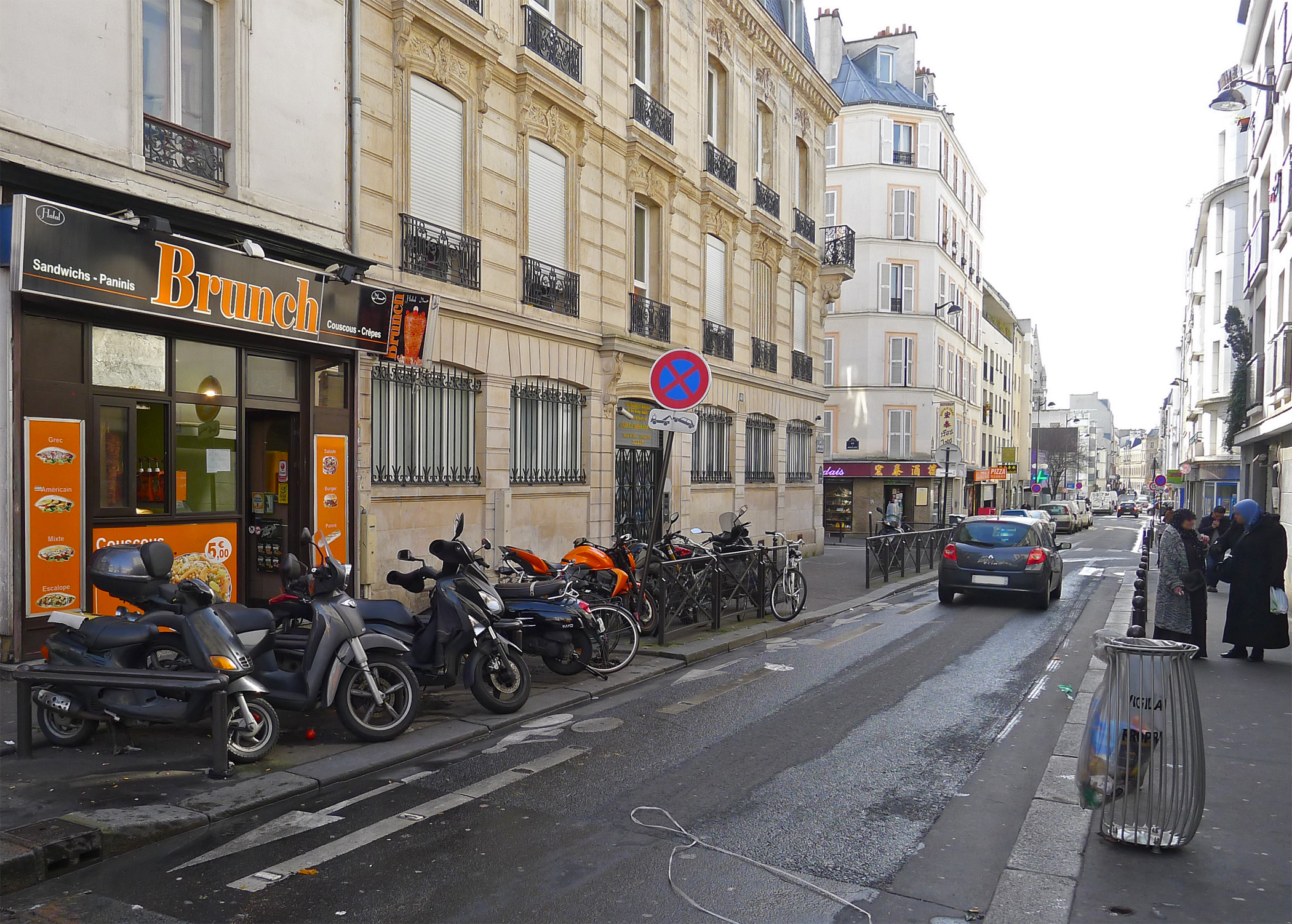
Rue de l'Orillon vue depuis le boulevard de Belleville.
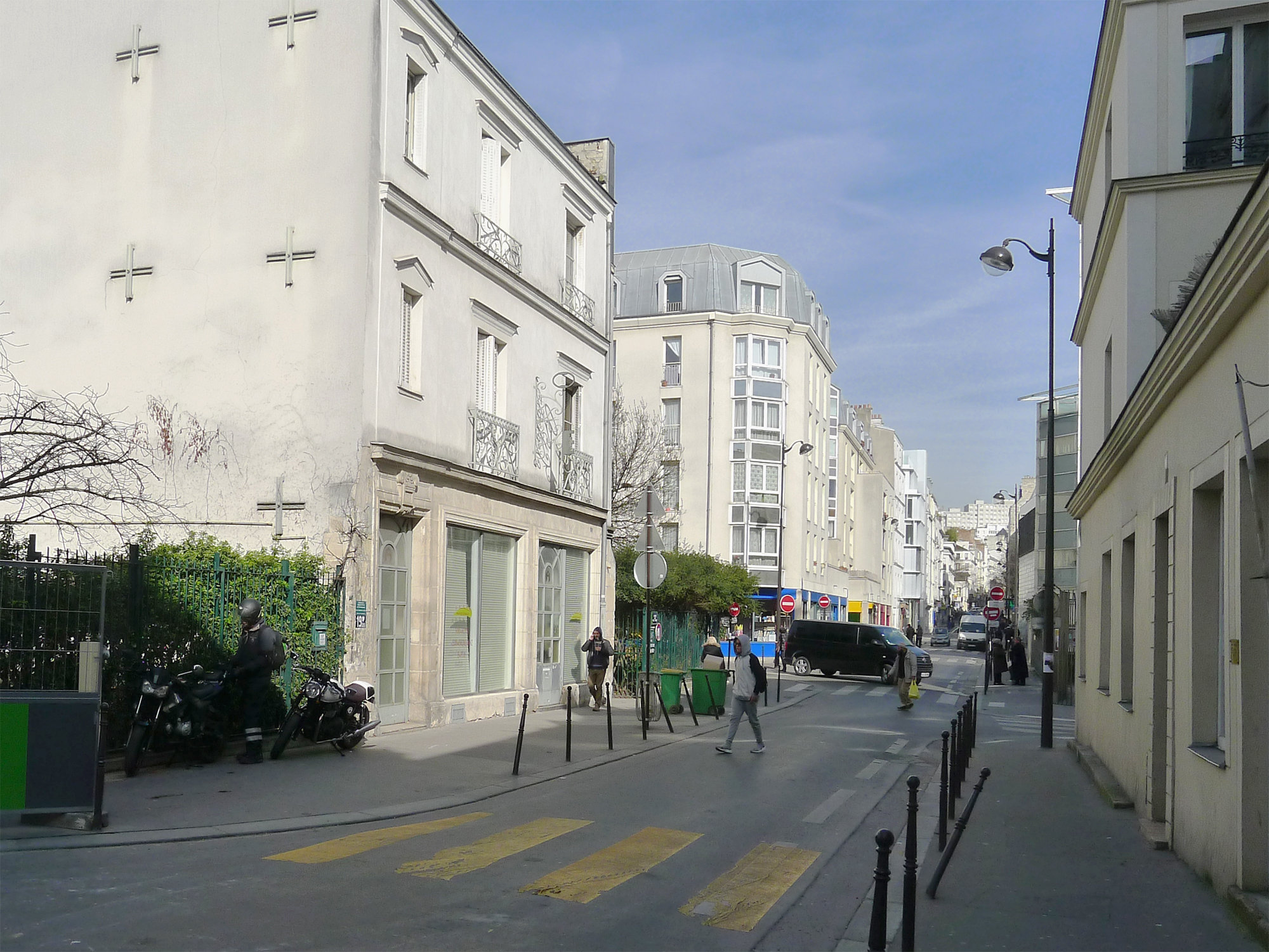
Rue de l'Orillon vue en direction du boulevard de Belleville.

## Origine du nom
Elle tient son nom en raison du voisinage d'une ancienne maison dite « de l'Orillon ».

## Historique
Cette voie, qui est tracée sur le plan de 1672 de Jouvin de Rochefort sous le nom de « rue des Moulins », est appelée « rue de Riom » sur le plan de 1790 de Verniquet puis ultérieurement « rue des Cavées ».